# Lista de templos de A Igreja de Jesus Cristo dos Santos dos Últimos Dias por localização
Na Igreja de Jesus Cristo dos Santos dos Últimos Dias, um templo é um edifício dedicado a ser a Casa do Senhor. Os templos são considerados pelos membros da igreja como as estruturas mais sagradas do planeta.
A Igreja de Jesus Cristo dos Santos dos Últimos Dias possui 382 templos em várias fases, incluindo 204 templos dedicados (195 em funcionamento, 9 em renovação), 7 com dedicação marcada, 48 em construção, 4 com abertura de terra e outros 117 anunciados.
Atualmente, existem templos em muitos estados dos Estados Unidos da América, bem como em muitos países em todos os continentes povoados do mundo.
| Lista de Templos por Continente |
| --- |
| América do Norte Canadá América Central e Caraíbas Guatemala México Estados Unidos Alabama Alasca Arizona Arkansas Califórnia Carolina do Norte Carolina do Sul Colorado Connecticut Dakota do Norte Dakota do Sul Flórida Geórgia Hawai Idaho Illinois Indiana Iowa Kansas Kentucky Luisiana Maryland Massachusetts Michigan Minnesota Missouri Montana Nebraska Nevada Nova Jérsia Nova York Novo México Ohio Oklahoma Óregon Pensilvânia Tennessee Texas Utah Virgínia Washington Wisconsin Wyoming América do Sul Argentina Bolívia Brasil Chile Colômbia Equador Paraguai Peru Uruguai Venezuela África Ásia Filipinas Europa Oceânia |

## América do Norte

### Canadá
| Mapa | Província | Templo    | Templo                      | Local                                     | Dedicação/Anúncio                                           | Metros quadrados |
| --- | --------- | --------- | --------------------------- | ----------------------------------------- | ----------------------------------------------------------- | ---------------- |
| · Calgary Cardston Edmonton Lethbridge VancouverTemplos em Alberta () · = Em Funcionamento · = Em Construção · = Anunciado · = Temporariamente Fechado            | Alberta   |           | Calgary                     | Calgary, Canadá                           | 28 de outubro de 2012                                       | 3.066            |
| · Calgary Cardston Edmonton Lethbridge VancouverTemplos em Alberta () · = Em Funcionamento · = Em Construção · = Anunciado · = Temporariamente Fechado            | Alberta   |           | Cardston                    | Cardston, Canadá                          | 26 de agosto de 1923 2 de julho de 1962 22 de junho de 1991 | 8.228            |
| · Calgary Cardston Edmonton Lethbridge VancouverTemplos em Alberta () · = Em Funcionamento · = Em Construção · = Anunciado · = Temporariamente Fechado            | Alberta   |           | Edmonton                    | Edmonton, Canadá                          | 11 de dezembro de 1999                                      | 994              |
| · Calgary Cardston Edmonton Lethbridge VancouverTemplos em Alberta () · = Em Funcionamento · = Em Construção · = Anunciado · = Temporariamente Fechado            | Alberta   |           | Lethbridge                  | Lethbridge, Canadá                        | 2 de abril de 2023                                          | 4.181            |
| · Vancouver Vitória Winnipeg Halifax Toronto Montreal ReginaTemplos em Canadá () · = Em Funcionamento · = Em Construção · = Anunciado · = Temporariamente Fechado |           |           |                             |                                           |                                                             |                  |
| Colúmbia Britânica |           | Vancouver | Vancouver, Canadá           | 2 de maio de 2010                         | 2.617                                                       |                  |
| Colúmbia Britânica |           | Vitória   | Vitória, Colúmbia Britânica | 7 de abril de 2024                        | não informado                                               |                  |
| Manitoba |           | Winnipeg  | Winnipeg, Canadá            | 31 de outubro de 2021                     | 1.496                                                       |                  |
| Nova Escócia |           | Halifax   | Halifax, Canadá             | 14 de novembro de 1999                    | 994                                                         |                  |
| Ontário |           | Toronto   | Toronto, Canadá             | 25 de agosto de 1990                      | 5.387                                                       |                  |
| Quebec |           | Montreal  | Montreal, Canadá            | 4 de junho de 2000 22 de novembro de 2015 | 1.073                                                       |                  |
| Sascachevão |           | Regina    | Regina, Canadá              | 14 de novembro de 1999                    | 994                                                         |                  |

### Estados Unidos
Veja a Lista de Templos dos Estados Unidos

### México
| Mapa | Região            | Estado           | Templo | Templo                      | Local                        | Dedicação/Anúncio                                                   | Metros quadrados |
| --- | ----------------- | ---------------- | ------ | --------------------------- | ---------------------------- | ------------------------------------------------------------------- | ---------------- |
| Cancún Juchitán de Zaragoza Chihuahua Ciudad Juárez Colonia Juárez Culiacán Guadalajara Hermosillo Mérida Monterrey Oaxaca Reynosa San Luis Potosí Querétaro Tampico Tijuana Torreón Tuxtla Veracruz VillahermosaTemplos em México () = Em Funcionamento = Em Construção = Anunciado = Temporariamente Fechado | Norte do México   | Baixa Califórnia |        | Tijuana                     | Tijuana, México              | 13 de dezembro de 2015                                              | 3.100            |
| Cancún Juchitán de Zaragoza Chihuahua Ciudad Juárez Colonia Juárez Culiacán Guadalajara Hermosillo Mérida Monterrey Oaxaca Reynosa San Luis Potosí Querétaro Tampico Tijuana Torreón Tuxtla Veracruz VillahermosaTemplos em México () = Em Funcionamento = Em Construção = Anunciado = Temporariamente Fechado | Norte do México   | Chihuahua        |        | Ciudad Juárez               | Ciudad Juárez, México        | 26 de fevereiro de 2000                                             | 994              |
| Cancún Juchitán de Zaragoza Chihuahua Ciudad Juárez Colonia Juárez Culiacán Guadalajara Hermosillo Mérida Monterrey Oaxaca Reynosa San Luis Potosí Querétaro Tampico Tijuana Torreón Tuxtla Veracruz VillahermosaTemplos em México () = Em Funcionamento = Em Construção = Anunciado = Temporariamente Fechado | Norte do México   | Chihuahua        |        | Colonia Juárez              | Ciudad Juárez, México        | 6 de março de 1999                                                  | 632              |
| Cancún Juchitán de Zaragoza Chihuahua Ciudad Juárez Colonia Juárez Culiacán Guadalajara Hermosillo Mérida Monterrey Oaxaca Reynosa San Luis Potosí Querétaro Tampico Tijuana Torreón Tuxtla Veracruz VillahermosaTemplos em México () = Em Funcionamento = Em Construção = Anunciado = Temporariamente Fechado | Norte do México   | Chihuahua        |        | Chihuahua                   | Chihuahua, México            | 7 de abril de 2024                                                  | não informado    |
| Cancún Juchitán de Zaragoza Chihuahua Ciudad Juárez Colonia Juárez Culiacán Guadalajara Hermosillo Mérida Monterrey Oaxaca Reynosa San Luis Potosí Querétaro Tampico Tijuana Torreón Tuxtla Veracruz VillahermosaTemplos em México () = Em Funcionamento = Em Construção = Anunciado = Temporariamente Fechado | Norte do México   | Durango          |        | Torreón                     | Torreón, México              | 4 de abril de 2021                                                  | 929              |
| Cancún Juchitán de Zaragoza Chihuahua Ciudad Juárez Colonia Juárez Culiacán Guadalajara Hermosillo Mérida Monterrey Oaxaca Reynosa San Luis Potosí Querétaro Tampico Tijuana Torreón Tuxtla Veracruz VillahermosaTemplos em México () = Em Funcionamento = Em Construção = Anunciado = Temporariamente Fechado | Norte do México   | Jalisco          |        | Guadalajara                 | Guadalajara, México          | 29 de abril de 2001                                                 | 994              |
| Cancún Juchitán de Zaragoza Chihuahua Ciudad Juárez Colonia Juárez Culiacán Guadalajara Hermosillo Mérida Monterrey Oaxaca Reynosa San Luis Potosí Querétaro Tampico Tijuana Torreón Tuxtla Veracruz VillahermosaTemplos em México () = Em Funcionamento = Em Construção = Anunciado = Temporariamente Fechado | Norte do México   | Nuevo León       |        | Monterrei                   | Monterrei, México            | 28 de abril de 2002                                                 | 1.533            |
| Cancún Juchitán de Zaragoza Chihuahua Ciudad Juárez Colonia Juárez Culiacán Guadalajara Hermosillo Mérida Monterrey Oaxaca Reynosa San Luis Potosí Querétaro Tampico Tijuana Torreón Tuxtla Veracruz VillahermosaTemplos em México () = Em Funcionamento = Em Construção = Anunciado = Temporariamente Fechado | Norte do México   | Querétaro        |        | Querétaro                   | Querétaro, México            | 4 de abril de 2021                                                  | 2.555            |
| Cancún Juchitán de Zaragoza Chihuahua Ciudad Juárez Colonia Juárez Culiacán Guadalajara Hermosillo Mérida Monterrey Oaxaca Reynosa San Luis Potosí Querétaro Tampico Tijuana Torreón Tuxtla Veracruz VillahermosaTemplos em México () = Em Funcionamento = Em Construção = Anunciado = Temporariamente Fechado | Norte do México   | San Luis Potosí  |        | San Luis Potosí             | San Luis Potosí, México      | 3 de abril de 2022                                                  | 864              |
| Cancún Juchitán de Zaragoza Chihuahua Ciudad Juárez Colonia Juárez Culiacán Guadalajara Hermosillo Mérida Monterrey Oaxaca Reynosa San Luis Potosí Querétaro Tampico Tijuana Torreón Tuxtla Veracruz VillahermosaTemplos em México () = Em Funcionamento = Em Construção = Anunciado = Temporariamente Fechado | Norte do México   | Sinaloa          |        | Culiacán                    | Culiacán, México             | 3 de outubro de 2021                                                | não informado    |
| Cancún Juchitán de Zaragoza Chihuahua Ciudad Juárez Colonia Juárez Culiacán Guadalajara Hermosillo Mérida Monterrey Oaxaca Reynosa San Luis Potosí Querétaro Tampico Tijuana Torreón Tuxtla Veracruz VillahermosaTemplos em México () = Em Funcionamento = Em Construção = Anunciado = Temporariamente Fechado | Norte do México   | Sonora           |        | Hermosillo                  | Hermosillo, México           | 27 de fevereiro de 2000                                             | 1.000            |
| Cancún Juchitán de Zaragoza Chihuahua Ciudad Juárez Colonia Juárez Culiacán Guadalajara Hermosillo Mérida Monterrey Oaxaca Reynosa San Luis Potosí Querétaro Tampico Tijuana Torreón Tuxtla Veracruz VillahermosaTemplos em México () = Em Funcionamento = Em Construção = Anunciado = Temporariamente Fechado | Norte do México   | Tamaulipas       |        | Reynosa                     | Reynosa, México              | 6 de abril de 2025                                                  | não informado    |
| Cancún Juchitán de Zaragoza Chihuahua Ciudad Juárez Colonia Juárez Culiacán Guadalajara Hermosillo Mérida Monterrey Oaxaca Reynosa San Luis Potosí Querétaro Tampico Tijuana Torreón Tuxtla Veracruz VillahermosaTemplos em México () = Em Funcionamento = Em Construção = Anunciado = Temporariamente Fechado | Norte do México   | Tamaulipas       |        | Tampico                     | Tampico, México              | 20 de maio de 2000                                                  | 994              |
| Cancún Juchitán de Zaragoza Chihuahua Ciudad Juárez Colonia Juárez Culiacán Guadalajara Hermosillo Mérida Monterrey Oaxaca Reynosa San Luis Potosí Querétaro Tampico Tijuana Torreón Tuxtla Veracruz VillahermosaTemplos em México () = Em Funcionamento = Em Construção = Anunciado = Temporariamente Fechado | Centro do México  | Cidade do México |        | Cidade do México            | Cidade do México, México     | 2 de dezembro de 1983 16 de novembro de 2008 13 de setembro de 2015 | 10.836           |
| Cancún Juchitán de Zaragoza Chihuahua Ciudad Juárez Colonia Juárez Culiacán Guadalajara Hermosillo Mérida Monterrey Oaxaca Reynosa San Luis Potosí Querétaro Tampico Tijuana Torreón Tuxtla Veracruz VillahermosaTemplos em México () = Em Funcionamento = Em Construção = Anunciado = Temporariamente Fechado | Centro do México  | Cidade do México |        | Cidade do México Benemérito | Cidade do México, México     | 3 de abril de 2022                                                  | 2.694            |
| Cancún Juchitán de Zaragoza Chihuahua Ciudad Juárez Colonia Juárez Culiacán Guadalajara Hermosillo Mérida Monterrey Oaxaca Reynosa San Luis Potosí Querétaro Tampico Tijuana Torreón Tuxtla Veracruz VillahermosaTemplos em México () = Em Funcionamento = Em Construção = Anunciado = Temporariamente Fechado | Centro do México  | Hidalgo          |        | Pachuca                     | Pachuca, México              | 2 de outubro de 2022                                                | não informado    |
| Cancún Juchitán de Zaragoza Chihuahua Ciudad Juárez Colonia Juárez Culiacán Guadalajara Hermosillo Mérida Monterrey Oaxaca Reynosa San Luis Potosí Querétaro Tampico Tijuana Torreón Tuxtla Veracruz VillahermosaTemplos em México () = Em Funcionamento = Em Construção = Anunciado = Temporariamente Fechado | Centro do México  | Hidalgo          |        | Tula                        | Tula, México                 | 2 de outubro de 2022                                                | não informado    |
| Cancún Juchitán de Zaragoza Chihuahua Ciudad Juárez Colonia Juárez Culiacán Guadalajara Hermosillo Mérida Monterrey Oaxaca Reynosa San Luis Potosí Querétaro Tampico Tijuana Torreón Tuxtla Veracruz VillahermosaTemplos em México () = Em Funcionamento = Em Construção = Anunciado = Temporariamente Fechado | Centro do México  | México           |        | Toluca                      | Toluca, México               | 2 de outubro de 2022                                                | não informado    |
| Cancún Juchitán de Zaragoza Chihuahua Ciudad Juárez Colonia Juárez Culiacán Guadalajara Hermosillo Mérida Monterrey Oaxaca Reynosa San Luis Potosí Querétaro Tampico Tijuana Torreón Tuxtla Veracruz VillahermosaTemplos em México () = Em Funcionamento = Em Construção = Anunciado = Temporariamente Fechado | Centro do México  | Morelos          |        | Cuernavaca                  | Cuernavaca, México           | 2 de outubro de 2022                                                | não informado    |
| Cancún Juchitán de Zaragoza Chihuahua Ciudad Juárez Colonia Juárez Culiacán Guadalajara Hermosillo Mérida Monterrey Oaxaca Reynosa San Luis Potosí Querétaro Tampico Tijuana Torreón Tuxtla Veracruz VillahermosaTemplos em México () = Em Funcionamento = Em Construção = Anunciado = Temporariamente Fechado | Centro do México  | Puebla           |        | Puebla                      | Puebla de Zaragoza, México   | 19 de maio de 2024                                                  | 2.787            |
| Cancún Juchitán de Zaragoza Chihuahua Ciudad Juárez Colonia Juárez Culiacán Guadalajara Hermosillo Mérida Monterrey Oaxaca Reynosa San Luis Potosí Querétaro Tampico Tijuana Torreón Tuxtla Veracruz VillahermosaTemplos em México () = Em Funcionamento = Em Construção = Anunciado = Temporariamente Fechado | Sudeste do México | Chiapas          |        | Tuxtla Gutiérrez            | Tuxtla Gutiérrez, México     | 12 de março de 2000                                                 | 994              |
| Cancún Juchitán de Zaragoza Chihuahua Ciudad Juárez Colonia Juárez Culiacán Guadalajara Hermosillo Mérida Monterrey Oaxaca Reynosa San Luis Potosí Querétaro Tampico Tijuana Torreón Tuxtla Veracruz VillahermosaTemplos em México () = Em Funcionamento = Em Construção = Anunciado = Temporariamente Fechado | Sudeste do México | Iucatão          |        | Mérida                      | Mérida, México               | 8 de julho de 2000                                                  | 994              |
| Cancún Juchitán de Zaragoza Chihuahua Ciudad Juárez Colonia Juárez Culiacán Guadalajara Hermosillo Mérida Monterrey Oaxaca Reynosa San Luis Potosí Querétaro Tampico Tijuana Torreón Tuxtla Veracruz VillahermosaTemplos em México () = Em Funcionamento = Em Construção = Anunciado = Temporariamente Fechado | Sudeste do México | Oaxaca           |        | Juchitán de Zaragoza        | Juchitán de Zaragoza, México | 6 de outubro de 2024                                                | não informado    |
| Cancún Juchitán de Zaragoza Chihuahua Ciudad Juárez Colonia Juárez Culiacán Guadalajara Hermosillo Mérida Monterrey Oaxaca Reynosa San Luis Potosí Querétaro Tampico Tijuana Torreón Tuxtla Veracruz VillahermosaTemplos em México () = Em Funcionamento = Em Construção = Anunciado = Temporariamente Fechado | Sudeste do México | Oaxaca           |        | Oaxaca                      | Oaxaca, México               | 11 de março de 2000                                                 | 994              |
| Cancún Juchitán de Zaragoza Chihuahua Ciudad Juárez Colonia Juárez Culiacán Guadalajara Hermosillo Mérida Monterrey Oaxaca Reynosa San Luis Potosí Querétaro Tampico Tijuana Torreón Tuxtla Veracruz VillahermosaTemplos em México () = Em Funcionamento = Em Construção = Anunciado = Temporariamente Fechado | Sudeste do México | Quintana Roo     |        | Cancún                      | Cancún, México               | 1 de outubro de 2023                                                | não informado    |
| Cancún Juchitán de Zaragoza Chihuahua Ciudad Juárez Colonia Juárez Culiacán Guadalajara Hermosillo Mérida Monterrey Oaxaca Reynosa San Luis Potosí Querétaro Tampico Tijuana Torreón Tuxtla Veracruz VillahermosaTemplos em México () = Em Funcionamento = Em Construção = Anunciado = Temporariamente Fechado | Sudeste do México | Tabasco          |        | Villahermosa                | Villahermosa, México         | 21 de maio de 2000                                                  | 994              |
| Cancún Juchitán de Zaragoza Chihuahua Ciudad Juárez Colonia Juárez Culiacán Guadalajara Hermosillo Mérida Monterrey Oaxaca Reynosa San Luis Potosí Querétaro Tampico Tijuana Torreón Tuxtla Veracruz VillahermosaTemplos em México () = Em Funcionamento = Em Construção = Anunciado = Temporariamente Fechado | Sudeste do México | Veracruz         |        | Veracruz                    | Veracruz, México             | 9 de julho de 2000                                                  | 994              |

### América Central e Caraíbas
| Mapa | Região             | País                 | Templo | Templo           | Local                               | Dedicação/Anúncio      | Metros quadrados |
| --- | ------------------ | -------------------- | ------ | ---------------- | ----------------------------------- | ---------------------- | ---------------- |
| Santa Ana San Salvador Tegucigalpa San Pedro Sula Manágua San José Panama CityTemplos em América Central () = Em Funcionamento = Em Construção = Anunciado = Temporariamente Fechado | América Central    | Costa Rica           |        | San José         | San José, Costa Rica                | 4 de junho de 2000     | 994              |
| Santa Ana San Salvador Tegucigalpa San Pedro Sula Manágua San José Panama CityTemplos em América Central () = Em Funcionamento = Em Construção = Anunciado = Temporariamente Fechado | América Central    | El Salvador          |        | San Salvador     | San Salvador, El Salvador           | 11 de dezembro de 2011 | 1.950            |
| Santa Ana San Salvador Tegucigalpa San Pedro Sula Manágua San José Panama CityTemplos em América Central () = Em Funcionamento = Em Construção = Anunciado = Temporariamente Fechado | América Central    | El Salvador          |        | Santa Ana        | Santa Ana, El Salvador              | 6 de outubro de 2024   | não informado    |
| Santa Ana San Salvador Tegucigalpa San Pedro Sula Manágua San José Panama CityTemplos em América Central () = Em Funcionamento = Em Construção = Anunciado = Temporariamente Fechado | América Central    | Honduras             |        | San Pedro Sula   | San Pedro Sula, Honduras            | 13 de outubro de 2024  | 2.787            |
| Santa Ana San Salvador Tegucigalpa San Pedro Sula Manágua San José Panama CityTemplos em América Central () = Em Funcionamento = Em Construção = Anunciado = Temporariamente Fechado | América Central    | Honduras             |        | Tegucigalpa      | Tegucigalpa, Honduras               | 17 de março de 2013    | 2.004            |
| Santa Ana San Salvador Tegucigalpa San Pedro Sula Manágua San José Panama CityTemplos em América Central () = Em Funcionamento = Em Construção = Anunciado = Temporariamente Fechado | América Central    | Nicarágua            |        | Manágua          | Manágua, Nicarágua                  | 1 de abril de 2018     | 2.323            |
| Santa Ana San Salvador Tegucigalpa San Pedro Sula Manágua San José Panama CityTemplos em América Central () = Em Funcionamento = Em Construção = Anunciado = Temporariamente Fechado | América Central    | Panamá               |        | Cidade do Panamá | Cidade do Panamá, Panamá            | 10 de agosto de 2008   | 1.759            |
| Santiago Santo Domingo Porto Príncipe San JuanTemplos em Ilhas das Caraíbas () = Em Funcionamento = Em Construção = Anunciado = Temporariamente Fechado                              | Ilhas das Caraíbas | Haiti                |        | Porto Príncipe   | Pétionville, Haiti                  | 1 de setembro de 2019  | 933              |
| Santiago Santo Domingo Porto Príncipe San JuanTemplos em Ilhas das Caraíbas () = Em Funcionamento = Em Construção = Anunciado = Temporariamente Fechado                              | Ilhas das Caraíbas | República Dominicana |        | Santo Domingo    | Santo Domingo, República Dominicana | 17 de setembro de 2000 | 6.225            |
| Santiago Santo Domingo Porto Príncipe San JuanTemplos em Ilhas das Caraíbas () = Em Funcionamento = Em Construção = Anunciado = Temporariamente Fechado                              | Ilhas das Caraíbas | República Dominicana |        | Santiago         | Santiago, República Dominicana      | 6 de outubro de 2024   | não informado    |
| Santiago Santo Domingo Porto Príncipe San JuanTemplos em Ilhas das Caraíbas () = Em Funcionamento = Em Construção = Anunciado = Temporariamente Fechado                              | Ilhas das Caraíbas | Porto Rico           |        | San Juan         | San Juan, Porto Rico                | 15 de janeiro de 2023  | 649              |

### Guatemala
| Mapa | Templo | Templo                         | Local                          | Dedicação/Anúncio      | Metros quadrados |
| --- | ------ | ------------------------------ | ------------------------------ | ---------------------- | ---------------- |
| Cobán Cidade de Guatemala Huehuetenango Miraflores Quetzaltenango RetalhuleuTemplos em Guatemala () = Em Funcionamento = Em Construção = Anunciado = Temporariamente Fechado |        | Cidade de Guatemala            | Cidade da Guatemala, Guatemala | 14 de dezembro de 1984 | 1.079            |
| Cobán Cidade de Guatemala Huehuetenango Miraflores Quetzaltenango RetalhuleuTemplos em Guatemala () = Em Funcionamento = Em Construção = Anunciado = Temporariamente Fechado |        | Cidade da Guatemala Miraflores | Cidade da Guatemala, Guatemala | 4 de outubro de 2020   | 2.787            |
| Cobán Cidade de Guatemala Huehuetenango Miraflores Quetzaltenango RetalhuleuTemplos em Guatemala () = Em Funcionamento = Em Construção = Anunciado = Temporariamente Fechado |        | Cobán                          | Cobán, Guatemala               | 9 de junho de 2024     | 818              |
| Cobán Cidade de Guatemala Huehuetenango Miraflores Quetzaltenango RetalhuleuTemplos em Guatemala () = Em Funcionamento = Em Construção = Anunciado = Temporariamente Fechado |        | Huehuetenango                  | Huehuetenango, Guatemala       | 2 de outubro de 2022   | 1.002            |
| Cobán Cidade de Guatemala Huehuetenango Miraflores Quetzaltenango RetalhuleuTemplos em Guatemala () = Em Funcionamento = Em Construção = Anunciado = Temporariamente Fechado |        | Quetzaltenango                 | Quetzaltenango, Guatemala      | 11 de dezembro de 2011 | 1.959            |
| Cobán Cidade de Guatemala Huehuetenango Miraflores Quetzaltenango RetalhuleuTemplos em Guatemala () = Em Funcionamento = Em Construção = Anunciado = Temporariamente Fechado |        | Retalhuleu                     | Retalhuleu, Guatemala          | 2 de abril de 2023     | não informado    |

## América do Sul
| Mapa | Templo    | Templo                           | Local                            | Dedicação/Anúncio                             | Metros quadrados |
| --- | --------- | -------------------------------- | -------------------------------- | --------------------------------------------- | ---------------- |
| Bahía Blanca Buenos Aires Córdova Mendoza Rosário SaltaTemplos em Argentina () = Em Funcionamento = Em Construção = Anunciado = Temporariamente Fechado | Argentina | Argentina                        | Argentina                        | Argentina                                     | Argentina        |
| Bahía Blanca Buenos Aires Córdova Mendoza Rosário SaltaTemplos em Argentina () = Em Funcionamento = Em Construção = Anunciado = Temporariamente Fechado |           | Bahía Blanca                     | Bahía Blanca, Argentina          | 5 de abril de 2020                            | 1.765            |
| Bahía Blanca Buenos Aires Córdova Mendoza Rosário SaltaTemplos em Argentina () = Em Funcionamento = Em Construção = Anunciado = Temporariamente Fechado |           | Buenos Aires                     | Buenos Aires, Argentina          | 17 de janeiro de 1986 9 de setembro de 2012   | 1.113            |
| Bahía Blanca Buenos Aires Córdova Mendoza Rosário SaltaTemplos em Argentina () = Em Funcionamento = Em Construção = Anunciado = Temporariamente Fechado |           | Centro da Cidade de Buenos Aires | Buenos Aires, Argentina          | 2 de outubro de 2022                          | não informado    |
| Bahía Blanca Buenos Aires Córdova Mendoza Rosário SaltaTemplos em Argentina () = Em Funcionamento = Em Construção = Anunciado = Temporariamente Fechado |           | Córdova                          | Córdova, Argentina               | 17 de maio de 2015                            | 3.193            |
| Bahía Blanca Buenos Aires Córdova Mendoza Rosário SaltaTemplos em Argentina () = Em Funcionamento = Em Construção = Anunciado = Temporariamente Fechado |           | Mendoza                          | Mendoza, Argentina               | 22 de setembro de 2024                        | 1.951            |
| Bahía Blanca Buenos Aires Córdova Mendoza Rosário SaltaTemplos em Argentina () = Em Funcionamento = Em Construção = Anunciado = Temporariamente Fechado |           | Rosário                          | Rosário, Argentina               | 7 de abril de 2024                            | não informado    |
| Bahía Blanca Buenos Aires Córdova Mendoza Rosário SaltaTemplos em Argentina () = Em Funcionamento = Em Construção = Anunciado = Temporariamente Fechado |           | Salta                            | Salta, Argentina                 | 16 de junho de 2024                           | 2.508            |
| Cochabamba La Paz Santa CruzTemplos em Bolívia () = Em Funcionamento = Em Construção = Anunciado = Temporariamente Fechado | Bolívia   | Bolívia                          | Bolívia                          | Bolívia                                       | Bolívia          |
| Cochabamba La Paz Santa CruzTemplos em Bolívia () = Em Funcionamento = Em Construção = Anunciado = Temporariamente Fechado |           | Cochabamba                       | Cochabamba, Bolívia              | 30 de abril de 2000                           | 3.094            |
| Cochabamba La Paz Santa CruzTemplos em Bolívia () = Em Funcionamento = Em Construção = Anunciado = Temporariamente Fechado |           | La Paz                           | La Paz, Bolívia                  | 3 de outubro de 2021                          | 1.751            |
| Cochabamba La Paz Santa CruzTemplos em Bolívia () = Em Funcionamento = Em Construção = Anunciado = Temporariamente Fechado |           | Santa Cruz                       | Santa Cruz de la Sierra, Bolívia | 4 de outubro de 2020                          | 2.694            |
| Belém Belo Horizonte Brasília Campo Grande Curitiba Florianópolis Fortaleza Londrina Maceió Manaus Natal Porto Alegre Recife Rio de Janeiro Teresina Vitória Goiânia João PessoaTemplos em Brasil Campinas Ribeirão Preto Santos São Paulo São Paulo LesteTemplos em São Paulo () = Em Funcionamento = Em Construção = Anunciado = Temporariamente Fechado | Brasil    | Brasil                           | Brasil                           | Brasil                                        | Brasil           |
| Belém Belo Horizonte Brasília Campo Grande Curitiba Florianópolis Fortaleza Londrina Maceió Manaus Natal Porto Alegre Recife Rio de Janeiro Teresina Vitória Goiânia João PessoaTemplos em Brasil Campinas Ribeirão Preto Santos São Paulo São Paulo LesteTemplos em São Paulo () = Em Funcionamento = Em Construção = Anunciado = Temporariamente Fechado |           | Belém                            | Belém, Brasil                    | 20 de novembro de 2022                        | 2.664            |
| Belém Belo Horizonte Brasília Campo Grande Curitiba Florianópolis Fortaleza Londrina Maceió Manaus Natal Porto Alegre Recife Rio de Janeiro Teresina Vitória Goiânia João PessoaTemplos em Brasil Campinas Ribeirão Preto Santos São Paulo São Paulo LesteTemplos em São Paulo () = Em Funcionamento = Em Construção = Anunciado = Temporariamente Fechado |           | Belo Horizonte                   | Belo Horizonte, Brasil           | 4 de abril de 2021                            | 2.498            |
| Belém Belo Horizonte Brasília Campo Grande Curitiba Florianópolis Fortaleza Londrina Maceió Manaus Natal Porto Alegre Recife Rio de Janeiro Teresina Vitória Goiânia João PessoaTemplos em Brasil Campinas Ribeirão Preto Santos São Paulo São Paulo LesteTemplos em São Paulo () = Em Funcionamento = Em Construção = Anunciado = Temporariamente Fechado |           | Brasília                         | Brasília, Brasil                 | 17 de setembro de 2023                        | 2.323            |
| Belém Belo Horizonte Brasília Campo Grande Curitiba Florianópolis Fortaleza Londrina Maceió Manaus Natal Porto Alegre Recife Rio de Janeiro Teresina Vitória Goiânia João PessoaTemplos em Brasil Campinas Ribeirão Preto Santos São Paulo São Paulo LesteTemplos em São Paulo () = Em Funcionamento = Em Construção = Anunciado = Temporariamente Fechado |           | Campinas                         | Campinas, Brasil                 | 17 de maio de 2002                            | 4.469            |
| Belém Belo Horizonte Brasília Campo Grande Curitiba Florianópolis Fortaleza Londrina Maceió Manaus Natal Porto Alegre Recife Rio de Janeiro Teresina Vitória Goiânia João PessoaTemplos em Brasil Campinas Ribeirão Preto Santos São Paulo São Paulo LesteTemplos em São Paulo () = Em Funcionamento = Em Construção = Anunciado = Temporariamente Fechado |           | Campo Grande                     | Campo Grande, Brasil             | 6 de abril de 2025                            | não informado    |
| Belém Belo Horizonte Brasília Campo Grande Curitiba Florianópolis Fortaleza Londrina Maceió Manaus Natal Porto Alegre Recife Rio de Janeiro Teresina Vitória Goiânia João PessoaTemplos em Brasil Campinas Ribeirão Preto Santos São Paulo São Paulo LesteTemplos em São Paulo () = Em Funcionamento = Em Construção = Anunciado = Temporariamente Fechado |           | Curitiba                         | Curitiba, Brasil                 | 1 de junho de 2008                            | 2.700            |
| Belém Belo Horizonte Brasília Campo Grande Curitiba Florianópolis Fortaleza Londrina Maceió Manaus Natal Porto Alegre Recife Rio de Janeiro Teresina Vitória Goiânia João PessoaTemplos em Brasil Campinas Ribeirão Preto Santos São Paulo São Paulo LesteTemplos em São Paulo () = Em Funcionamento = Em Construção = Anunciado = Temporariamente Fechado |           | Fortaleza                        | Fortaleza, Brasil                | 2 de junho de 2019                            | 3.300            |
| Belém Belo Horizonte Brasília Campo Grande Curitiba Florianópolis Fortaleza Londrina Maceió Manaus Natal Porto Alegre Recife Rio de Janeiro Teresina Vitória Goiânia João PessoaTemplos em Brasil Campinas Ribeirão Preto Santos São Paulo São Paulo LesteTemplos em São Paulo () = Em Funcionamento = Em Construção = Anunciado = Temporariamente Fechado |           | Goiânia                          | Goiânia, Brasil                  | 1 de outubro de 2023                          | não informado    |
| Belém Belo Horizonte Brasília Campo Grande Curitiba Florianópolis Fortaleza Londrina Maceió Manaus Natal Porto Alegre Recife Rio de Janeiro Teresina Vitória Goiânia João PessoaTemplos em Brasil Campinas Ribeirão Preto Santos São Paulo São Paulo LesteTemplos em São Paulo () = Em Funcionamento = Em Construção = Anunciado = Temporariamente Fechado |           | João Pessoa                      | João Pessoa, Brasil              | 1 de outubro de 2023                          | não informado    |
| Belém Belo Horizonte Brasília Campo Grande Curitiba Florianópolis Fortaleza Londrina Maceió Manaus Natal Porto Alegre Recife Rio de Janeiro Teresina Vitória Goiânia João PessoaTemplos em Brasil Campinas Ribeirão Preto Santos São Paulo São Paulo LesteTemplos em São Paulo () = Em Funcionamento = Em Construção = Anunciado = Temporariamente Fechado |           | Londrina                         | Londrina, Brasil                 | 2 de outubro de 2022                          | 2.973            |
| Belém Belo Horizonte Brasília Campo Grande Curitiba Florianópolis Fortaleza Londrina Maceió Manaus Natal Porto Alegre Recife Rio de Janeiro Teresina Vitória Goiânia João PessoaTemplos em Brasil Campinas Ribeirão Preto Santos São Paulo São Paulo LesteTemplos em São Paulo () = Em Funcionamento = Em Construção = Anunciado = Temporariamente Fechado |           | Maceió                           | Maceió, Brasil                   | 3 de abril de 2022                            | 1.765            |
| Belém Belo Horizonte Brasília Campo Grande Curitiba Florianópolis Fortaleza Londrina Maceió Manaus Natal Porto Alegre Recife Rio de Janeiro Teresina Vitória Goiânia João PessoaTemplos em Brasil Campinas Ribeirão Preto Santos São Paulo São Paulo LesteTemplos em São Paulo () = Em Funcionamento = Em Construção = Anunciado = Temporariamente Fechado |           | Manaus                           | Manaus, Brasil                   | 10 de junho de 2012                           | 2.976            |
| Belém Belo Horizonte Brasília Campo Grande Curitiba Florianópolis Fortaleza Londrina Maceió Manaus Natal Porto Alegre Recife Rio de Janeiro Teresina Vitória Goiânia João PessoaTemplos em Brasil Campinas Ribeirão Preto Santos São Paulo São Paulo LesteTemplos em São Paulo () = Em Funcionamento = Em Construção = Anunciado = Temporariamente Fechado |           | Natal                            | Natal, Brasil                    | 2 de abril de 2023                            | 1.839            |
| Belém Belo Horizonte Brasília Campo Grande Curitiba Florianópolis Fortaleza Londrina Maceió Manaus Natal Porto Alegre Recife Rio de Janeiro Teresina Vitória Goiânia João PessoaTemplos em Brasil Campinas Ribeirão Preto Santos São Paulo São Paulo LesteTemplos em São Paulo () = Em Funcionamento = Em Construção = Anunciado = Temporariamente Fechado |           | Porto Alegre                     | Porto Alegre, Brasil             | 17 de dezembro de 2000                        | 994              |
| Belém Belo Horizonte Brasília Campo Grande Curitiba Florianópolis Fortaleza Londrina Maceió Manaus Natal Porto Alegre Recife Rio de Janeiro Teresina Vitória Goiânia João PessoaTemplos em Brasil Campinas Ribeirão Preto Santos São Paulo São Paulo LesteTemplos em São Paulo () = Em Funcionamento = Em Construção = Anunciado = Temporariamente Fechado |           | Recife                           | Recife, Brasil                   | 15 de dezembro de 2000                        | 3.456            |
| Belém Belo Horizonte Brasília Campo Grande Curitiba Florianópolis Fortaleza Londrina Maceió Manaus Natal Porto Alegre Recife Rio de Janeiro Teresina Vitória Goiânia João PessoaTemplos em Brasil Campinas Ribeirão Preto Santos São Paulo São Paulo LesteTemplos em São Paulo () = Em Funcionamento = Em Construção = Anunciado = Temporariamente Fechado |           | Ribeirão Preto                   | Ribeirão Preto, Brasil           | 2 de outubro de 2022                          | 2.973            |
| Belém Belo Horizonte Brasília Campo Grande Curitiba Florianópolis Fortaleza Londrina Maceió Manaus Natal Porto Alegre Recife Rio de Janeiro Teresina Vitória Goiânia João PessoaTemplos em Brasil Campinas Ribeirão Preto Santos São Paulo São Paulo LesteTemplos em São Paulo () = Em Funcionamento = Em Construção = Anunciado = Temporariamente Fechado |           | Rio de Janeiro                   | Rio de Janeiro, Brasil           | 8 de maio de 2022                             | 2.784            |
| Belém Belo Horizonte Brasília Campo Grande Curitiba Florianópolis Fortaleza Londrina Maceió Manaus Natal Porto Alegre Recife Rio de Janeiro Teresina Vitória Goiânia João PessoaTemplos em Brasil Campinas Ribeirão Preto Santos São Paulo São Paulo LesteTemplos em São Paulo () = Em Funcionamento = Em Construção = Anunciado = Temporariamente Fechado |           | Salvador                         | Salvador, Brasil                 | 20 de outubro de 2024                         | 2.929            |
| Belém Belo Horizonte Brasília Campo Grande Curitiba Florianópolis Fortaleza Londrina Maceió Manaus Natal Porto Alegre Recife Rio de Janeiro Teresina Vitória Goiânia João PessoaTemplos em Brasil Campinas Ribeirão Preto Santos São Paulo São Paulo LesteTemplos em São Paulo () = Em Funcionamento = Em Construção = Anunciado = Temporariamente Fechado |           | Santos                           | Santos, Brasil                   | 3 de abril de 2022                            | 2.137            |
| Belém Belo Horizonte Brasília Campo Grande Curitiba Florianópolis Fortaleza Londrina Maceió Manaus Natal Porto Alegre Recife Rio de Janeiro Teresina Vitória Goiânia João PessoaTemplos em Brasil Campinas Ribeirão Preto Santos São Paulo São Paulo LesteTemplos em São Paulo () = Em Funcionamento = Em Construção = Anunciado = Temporariamente Fechado |           | São Paulo                        | São Paulo, Brasil                | 30 de outubro de 1978 22 de fevereiro de 2004 | 5.504            |
| Belém Belo Horizonte Brasília Campo Grande Curitiba Florianópolis Fortaleza Londrina Maceió Manaus Natal Porto Alegre Recife Rio de Janeiro Teresina Vitória Goiânia João PessoaTemplos em Brasil Campinas Ribeirão Preto Santos São Paulo São Paulo LesteTemplos em São Paulo () = Em Funcionamento = Em Construção = Anunciado = Temporariamente Fechado |           | São Paulo Leste                  | Vila Carrão, Brasil              | 4 de outubro de 2020                          | 4.278            |
| Belém Belo Horizonte Brasília Campo Grande Curitiba Florianópolis Fortaleza Londrina Maceió Manaus Natal Porto Alegre Recife Rio de Janeiro Teresina Vitória Goiânia João PessoaTemplos em Brasil Campinas Ribeirão Preto Santos São Paulo São Paulo LesteTemplos em São Paulo () = Em Funcionamento = Em Construção = Anunciado = Temporariamente Fechado |           | Teresina                         | Teresina, Brasil                 | 2 de abril de 2023                            | 2.362            |
| Belém Belo Horizonte Brasília Campo Grande Curitiba Florianópolis Fortaleza Londrina Maceió Manaus Natal Porto Alegre Recife Rio de Janeiro Teresina Vitória Goiânia João PessoaTemplos em Brasil Campinas Ribeirão Preto Santos São Paulo São Paulo LesteTemplos em São Paulo () = Em Funcionamento = Em Construção = Anunciado = Temporariamente Fechado |           | Vitória                          | Vitória, Brasil                  | 3 de outubro de 2021                          | 985              |
| Santiago Santiago Oeste Viña del Mar Antofagasta Concepción Puerto MonttTemplos em Chile () = Em Funcionamento = Em Construção = Anunciado = Temporariamente Fechado | Chile     | Chile                            | Chile                            | Chile                                         | Chile            |
| Santiago Santiago Oeste Viña del Mar Antofagasta Concepción Puerto MonttTemplos em Chile () = Em Funcionamento = Em Construção = Anunciado = Temporariamente Fechado |           | Antofagasta                      | Antofagasta, Chile               | 7 de abril de 2019                            | 2.137            |
| Santiago Santiago Oeste Viña del Mar Antofagasta Concepción Puerto MonttTemplos em Chile () = Em Funcionamento = Em Construção = Anunciado = Temporariamente Fechado |           | Concepción                       | Concepción, Chile                | 28 de outubro de 2018                         | 2.100            |
| Santiago Santiago Oeste Viña del Mar Antofagasta Concepción Puerto MonttTemplos em Chile () = Em Funcionamento = Em Construção = Anunciado = Temporariamente Fechado |           | Puerto Montt                     | Puerto Montt, Chile              | 6 de outubro de 2024                          | não informado    |
| Santiago Santiago Oeste Viña del Mar Antofagasta Concepción Puerto MonttTemplos em Chile () = Em Funcionamento = Em Construção = Anunciado = Temporariamente Fechado |           | Santiago                         | Santiago, Chile                  | 15 de setembro de 1983 12 de março de 2006    | 1.935            |
| Santiago Santiago Oeste Viña del Mar Antofagasta Concepción Puerto MonttTemplos em Chile () = Em Funcionamento = Em Construção = Anunciado = Temporariamente Fechado |           | Santiago Oeste                   | Santiago, Chile                  | 3 de outubro de 2021                          | 1.161            |
| Santiago Santiago Oeste Viña del Mar Antofagasta Concepción Puerto MonttTemplos em Chile () = Em Funcionamento = Em Construção = Anunciado = Temporariamente Fechado |           | Viña del Mar                     | Viña del Mar, Chile              | 1 de outubro de 2023                          | não informado    |
| Barranquilla Bogotá Cáli MedellínTemplos em Colômbia () = Em Funcionamento = Em Construção = Anunciado = Temporariamente Fechado | Colômbia  | Colômbia                         | Colômbia                         | Colômbia                                      | Colômbia         |
| Barranquilla Bogotá Cáli MedellínTemplos em Colômbia () = Em Funcionamento = Em Construção = Anunciado = Temporariamente Fechado |           | Barranquilla                     | Barranquilla, Colômbia           | 9 de dezembro de 2018                         | 2.200            |
| Barranquilla Bogotá Cáli MedellínTemplos em Colômbia () = Em Funcionamento = Em Construção = Anunciado = Temporariamente Fechado |           | Bogotá                           | Bogotá, Colômbia                 | 24 de abril de 1999                           | 4.970            |
| Barranquilla Bogotá Cáli MedellínTemplos em Colômbia () = Em Funcionamento = Em Construção = Anunciado = Temporariamente Fechado |           | Cáli                             | Cáli, Colômbia                   | 4 de abril de 2021                            | 883              |
| Barranquilla Bogotá Cáli MedellínTemplos em Colômbia () = Em Funcionamento = Em Construção = Anunciado = Temporariamente Fechado |           | Medellín                         | Medellín, Colômbia               | 6 de outubro de 2024                          | não informado    |
| Guayaquil QuitoTemplos em Equador () = Em Funcionamento = Em Construção = Anunciado = Temporariamente Fechado | Equador   | Equador                          | Equador                          | Equador                                       | Equador          |
| Guayaquil QuitoTemplos em Equador () = Em Funcionamento = Em Construção = Anunciado = Temporariamente Fechado |           | Guayaquil                        | Guayaquil, Equador               | 1 de agosto de 1999                           | 6.585            |
| Guayaquil QuitoTemplos em Equador () = Em Funcionamento = Em Construção = Anunciado = Temporariamente Fechado |           | Quito                            | Quito, Equador                   | 20 de novembro de 2022                        | 3.417            |
| AssunçãoTemplos em Paraguai () = Em Funcionamento = Em Construção = Anunciado = Temporariamente Fechado | Paraguai  | Paraguai                         | Paraguai                         | Paraguai                                      | Paraguai         |
| AssunçãoTemplos em Paraguai () = Em Funcionamento = Em Construção = Anunciado = Temporariamente Fechado |           | Assunção                         | Assunção, Paraguai               | 19 de maio de 2002 3 de novembro de 2019      | 994              |
| Arequipa Chiclayo Cusco Iquitos Huancayo Chorrillos Lima Peru Los Olivos Lima Piura TrujilloTemplos em Peru () = Em Funcionamento = Em Construção = Anunciado = Temporariamente Fechado | Peru      | Peru                             | Peru                             | Peru                                          | Peru             |
| Arequipa Chiclayo Cusco Iquitos Huancayo Chorrillos Lima Peru Los Olivos Lima Piura TrujilloTemplos em Peru () = Em Funcionamento = Em Construção = Anunciado = Temporariamente Fechado |           | Arequipa                         | Arequipa, Peru                   | 15 de dezembro de 2019                        | 2.506            |
| Arequipa Chiclayo Cusco Iquitos Huancayo Chorrillos Lima Peru Los Olivos Lima Piura TrujilloTemplos em Peru () = Em Funcionamento = Em Construção = Anunciado = Temporariamente Fechado |           | Chiclayo                         | Chiclayo, Peru                   | 2 de outubro de 2022                          | não informado    |
| Arequipa Chiclayo Cusco Iquitos Huancayo Chorrillos Lima Peru Los Olivos Lima Piura TrujilloTemplos em Peru () = Em Funcionamento = Em Construção = Anunciado = Temporariamente Fechado |           | Chorrillos                       | Chorrillos, Peru                 | 6 de abril de 2025                            | não informado    |
| Arequipa Chiclayo Cusco Iquitos Huancayo Chorrillos Lima Peru Los Olivos Lima Piura TrujilloTemplos em Peru () = Em Funcionamento = Em Construção = Anunciado = Temporariamente Fechado |           | Cusco                            | Cusco, Peru                      | 3 de abril de 2022                            | não informado    |
| Arequipa Chiclayo Cusco Iquitos Huancayo Chorrillos Lima Peru Los Olivos Lima Piura TrujilloTemplos em Peru () = Em Funcionamento = Em Construção = Anunciado = Temporariamente Fechado |           | Huancayo                         | Huancayo, Peru                   | 1 de outubro de 2023                          | não informado    |
| Arequipa Chiclayo Cusco Iquitos Huancayo Chorrillos Lima Peru Los Olivos Lima Piura TrujilloTemplos em Peru () = Em Funcionamento = Em Construção = Anunciado = Temporariamente Fechado |           | Iquitos                          | Iquitos, Peru                    | 2 de abril de 2023                            | não informado    |
| Arequipa Chiclayo Cusco Iquitos Huancayo Chorrillos Lima Peru Los Olivos Lima Piura TrujilloTemplos em Peru () = Em Funcionamento = Em Construção = Anunciado = Temporariamente Fechado |           | Lima                             | Lima, Peru                       | 10 de janeiro de 1986                         | 892              |
| Arequipa Chiclayo Cusco Iquitos Huancayo Chorrillos Lima Peru Los Olivos Lima Piura TrujilloTemplos em Peru () = Em Funcionamento = Em Construção = Anunciado = Temporariamente Fechado |           | Lima Peru Los Olivos             | Los Olivos, Lima, Peru           | 14 de janeiro de 2024                         | 4.405            |
| Arequipa Chiclayo Cusco Iquitos Huancayo Chorrillos Lima Peru Los Olivos Lima Piura TrujilloTemplos em Peru () = Em Funcionamento = Em Construção = Anunciado = Temporariamente Fechado |           | Piura                            | Piura, Peru                      | 1 de outubro de 2023                          | não informado    |
| Arequipa Chiclayo Cusco Iquitos Huancayo Chorrillos Lima Peru Los Olivos Lima Piura TrujilloTemplos em Peru () = Em Funcionamento = Em Construção = Anunciado = Temporariamente Fechado |           | Trujillo                         | Trujillo, Peru                   | 21 de junho de 2015                           | 2.620            |
| Montevidéu RiveraTemplos em Uruguai () = Em Funcionamento = Em Construção = Anunciado = Temporariamente Fechado | Uruguai   | Uruguai                          | Uruguai                          | Uruguai                                       | Uruguai          |
| Montevidéu RiveraTemplos em Uruguai () = Em Funcionamento = Em Construção = Anunciado = Temporariamente Fechado |           | Montevidéu                       | Montevidéu, Uruguai              | 18 de março de 2001                           | 994              |
| Montevidéu RiveraTemplos em Uruguai () = Em Funcionamento = Em Construção = Anunciado = Temporariamente Fechado |           | Rivera                           | Rivera, Uruguai                  | 6 de abril de 2025                            | não informado    |
| Caracas MaracaiboTemplos em Venezuela () = Em Funcionamento = Em Construção = Anunciado = Temporariamente Fechado | Venezuela | Venezuela                        | Venezuela                        | Venezuela                                     | Venezuela        |
| Caracas MaracaiboTemplos em Venezuela () = Em Funcionamento = Em Construção = Anunciado = Temporariamente Fechado |           | Caracas                          | Caracas, Venezuela               | 20 de agosto de 2000                          | 1.424            |
| Caracas MaracaiboTemplos em Venezuela () = Em Funcionamento = Em Construção = Anunciado = Temporariamente Fechado |           | Maracaibo                        | Maracaibo, Venezuela             | 7 de abril de 2024                            | não informado    |

## Europa
| Mapa | País          | Templo | Templo     | Local                              | Dedicação/Anúncio                                               | Metros quadrados |
| --- | ------------- | ------ | ---------- | ---------------------------------- | --------------------------------------------------------------- | ---------------- |
| Frankfurt Freiberga HamburgoTemplos em Alemanha () = Em Funcionamento = Em Construção = Anunciado = Temporariamente Fechado | Alemanha      |        | Frankfurt  | Frankfurt, Alemanha                | 28 de agosto de 1987 20 de outubro de 2019                      | 2.246            |
| Frankfurt Freiberga HamburgoTemplos em Alemanha () = Em Funcionamento = Em Construção = Anunciado = Temporariamente Fechado | Alemanha      |        | Freiberga  | Freiberga, Alemanha                | 29 de junho de 1985 7 de setembro de 2002 4 de setembro de 2016 | 1.312            |
| Frankfurt Freiberga HamburgoTemplos em Alemanha () = Em Funcionamento = Em Construção = Anunciado = Temporariamente Fechado | Alemanha      |        | Hamburgo   | Hamburgo, Alemanha                 | 2 de abril de 2023                                              | não informado    |
| VienaTemplos em Áustria () = Em Funcionamento = Em Construção = Anunciado = Temporariamente Fechado                         | Áustria       |        | Viena      | Viena, Áustria                     | 4 de abril de 2021                                              | 1.421            |
| BruxelasTemplos em Bélgica () = Em Funcionamento = Em Construção = Anunciado = Temporariamente Fechado                      | Bélgica       |        | Bruxelas   | Bruxelas, Bélgica                  | 4 de abril de 2021                                              | não informado    |
| CopenhagaTemplos em Dinamarca () = Em Funcionamento = Em Construção = Anunciado = Temporariamente Fechado                   | Dinamarca     |        | Copenhaga  | Copenhaga, Dinamarca               | 23 de maio de 2004                                              | 2.323            |
| EdimburgoTemplos em Escócia () = Em Funcionamento = Em Construção = Anunciado = Temporariamente Fechado                     | Escócia       |        | Edimburgo  | Edimburgo, Escócia                 | 7 de abril de 2024                                              | não informado    |
| Madrid BarcelonaTemplos em Espanha () = Em Funcionamento = Em Construção = Anunciado = Temporariamente Fechado              | Espanha       |        | Madrid     | Madrid, Espanha                    | 19 de março de 1999                                             | 4.255            |
| Madrid BarcelonaTemplos em Espanha () = Em Funcionamento = Em Construção = Anunciado = Temporariamente Fechado              | Espanha       |        | Barcelona  | Barcelona, Espanha                 | 3 de abril de 2022                                              | 2.255            |
| HelsínquiaTemplos em Finlândia () = Em Funcionamento = Em Construção = Anunciado = Temporariamente Fechado                  | Finlândia     |        | Helsínquia | Espoo, Finlândia                   | 22 de outubro de 2006                                           | 2.137            |
| ParisTemplos em França () = Em Funcionamento = Em Construção = Anunciado = Temporariamente Fechado                          | França        |        | Paris      | Paris, França                      | 21 de maio de 2017                                              | 4.104            |
| BudapesteTemplos em Hungria () = Em Funcionamento = Em Construção = Anunciado = Temporariamente Fechado                     | Hungria       |        | Budapeste  | Budapeste, Hungria                 | 7 de abril de 2019                                              | 1.672            |
| Londres Preston BirminghamTemplos em Inglaterra () = Em Funcionamento = Em Construção = Anunciado = Temporariamente Fechado | Inglaterra    |        | Birmingham | Birmingham, Reino Unido            | 3 de abril de 2022                                              | não informado    |
| Londres Preston BirminghamTemplos em Inglaterra () = Em Funcionamento = Em Construção = Anunciado = Temporariamente Fechado | Inglaterra    |        | Londres    | Londres, Reino Unido               | 7 de setembro de 1958 18 de outubro de 1992                     | 3.962            |
| Londres Preston BirminghamTemplos em Inglaterra () = Em Funcionamento = Em Construção = Anunciado = Temporariamente Fechado | Inglaterra    |        | Preston    | Preston, Reino Unido               | 7 de junho de 1998                                              | 6.469            |
| DublinTemplos em Irlanda () = Em Funcionamento = Em Construção = Anunciado = Temporariamente Fechado                        | Irlanda       |        | Dublin     | Dublin, Irlanda                    | 6 de outubro de 2024                                            | não informado    |
| Roma MilãoTemplos em Itália () = Em Funcionamento = Em Construção = Anunciado = Temporariamente Fechado                     | Itália        |        | Milão      | Milão, Itália                      | 6 de outubro de 2024                                            | não informado    |
| Roma MilãoTemplos em Itália () = Em Funcionamento = Em Construção = Anunciado = Temporariamente Fechado                     | Itália        |        | Roma       | Roma, Itália                       | 10 de março de 2019                                             | 3.700            |
| OsloTemplos em Noruega () = Em Funcionamento = Em Construção = Anunciado = Temporariamente Fechado                          | Noruega       |        | Oslo       | Oslo, Noruega                      | 4 de abril de 2021                                              | 1.003            |
| HaiaTemplos em Países Baixos () = Em Funcionamento = Em Construção = Anunciado = Temporariamente Fechado                    | Países Baixos |        | Haia       | Zoetermeer, Países Baixos          | 8 de setembro de 2002                                           | 975              |
| Lisboa PortoTemplos em Portugal () = Em Funcionamento = Em Construção = Anunciado = Temporariamente Fechado                 | Portugal      |        | Lisboa     | Lisboa, Portugal                   | 15 de setembro de 2019                                          | 2.205            |
| Lisboa PortoTemplos em Portugal () = Em Funcionamento = Em Construção = Anunciado = Temporariamente Fechado                 | Portugal      |        | Porto      | Porto, Portugal                    | 6 de abril de 2025                                              | não informado    |
| · RússiaTemplos em Rússia () · = Em Funcionamento · = Em Construção · = Anunciado · = Temporariamente Fechado               | Rússia        |        | Rússia     | (Cidade a ser determinada), Rússia | 1 de abril de 2018                                              | não informado    |
| EstocolmoTemplos em Suécia () = Em Funcionamento = Em Construção = Anunciado = Temporariamente Fechado                      | Suécia        |        | Estocolmo  | Estocolmo, Suécia                  | 2 de julho de 1985                                              | 1.348            |
| BernaTemplos em Suíça () = Em Funcionamento = Em Construção = Anunciado = Temporariamente Fechado                           | Suíça         |        | Berna      | Berna, Suíça                       | 11 de setembro de 1955 23 de outubro de 1992                    | 3.302            |
| KievTemplos em Ucrânia () = Em Funcionamento = Em Construção = Anunciado = Temporariamente Fechado                          | Ucrânia       |        | Kiev       | Kiev, Ucrânia                      | 29 de agosto de 2010                                            | 990              |

## África
Por muitos anos, o Templo de Joanesburgo foi o único no continente de África . Agora existem vários em todo o continente, sendo a África uma das áreas da igreja que mais cresce.
| Mapa | País                           | Templo | Templo         | Local                                      | Dedicação/Anúncio       | Metros quadrados |
| --- | ------------------------------ | ------ | -------------- | ------------------------------------------ | ----------------------- | ---------------- |
| Joanesburgo Durban Cidade do CaboTemplos em África do Sul () = Em Funcionamento = Em Construção = Anunciado = Temporariamente Fechado                       | África do Sul                  |        | Cidade do Cabo | Cidade do Cabo, África do Sul              | 4 de abril de 2021      |                  |
| Joanesburgo Durban Cidade do CaboTemplos em África do Sul () = Em Funcionamento = Em Construção = Anunciado = Temporariamente Fechado                       | África do Sul                  |        | Durban         | Durban, África do Sul                      | 16 de fevereiro de 2020 | 1.845            |
| Joanesburgo Durban Cidade do CaboTemplos em África do Sul () = Em Funcionamento = Em Construção = Anunciado = Temporariamente Fechado                       | África do Sul                  |        | Joanesburgo    | Joanesburgo, África do Sul                 | 24 de agosto de 1985    | 1.782            |
| LuandaTemplos em Angola () = Em Funcionamento = Em Construção = Anunciado = Temporariamente Fechado                                                         | Angola                         |        | Luanda         | Luanda, Angola                             | 1 de outubro de 2023    | não informado    |
| Cabo VerdeTemplos em Cabo Verde () = Em Funcionamento = Em Construção = Anunciado = Temporariamente Fechado                                                 | Cabo Verde                     |        | Praia          | Praia, Cabo Verde                          | 19 de junho de 2022     | 814              |
| · AbidjãTemplos em Costa do Marfim () · = Em Funcionamento · = Em Construção · = Anunciado · = Temporariamente Fechado                                      | Costa do Marfim                |        | Abidjan        | Abidjã, Costa do Marfim                    | 5 de abril de 2015      | não informado    |
| Accra Cape Coast KumasiTemplos em Gana () = Em Funcionamento = Em Construção = Anunciado = Temporariamente Fechado                                          | Gana                           |        | Acra           | Acra, Gana                                 | 11 de janeiro de 2004   | 1.626            |
| Accra Cape Coast KumasiTemplos em Gana () = Em Funcionamento = Em Construção = Anunciado = Temporariamente Fechado                                          | Gana                           |        | Cape Coast     | Cape Coast, Gana                           | 1 de outubro de 2023    | não informado    |
| Accra Cape Coast KumasiTemplos em Gana () = Em Funcionamento = Em Construção = Anunciado = Temporariamente Fechado                                          | Gana                           |        | Kumasi         | Kumasi, Gana                               | 4 de abril de 2021      | 2.114            |
| MonróviaTemplos em Libéria () = Em Funcionamento = Em Construção = Anunciado = Temporariamente Fechado                                                      | Libéria                        |        | Monróvia       | Monróvia, Libéria                          | 3 de outubro de 2021    | não informado    |
| AntananarivoTemplos em Madagáscar () = Em Funcionamento = Em Construção = Anunciado = Temporariamente Fechado                                               | Madagáscar                     |        | Antananarivo   | Antananarivo, Madagáscar                   | 3 de outubro de 2021    | não informado    |
| BeiraTemplos em Moçambique () = Em Funcionamento = Em Construção = Anunciado = Temporariamente Fechado                                                      | Moçambique                     |        | Beira          | Beira, Moçambique                          | 4 de abril de 2021      | não informado    |
| BeiraTemplos em Moçambique () = Em Funcionamento = Em Construção = Anunciado = Temporariamente Fechado                                                      | Moçambique                     |        | Maputo         | Maputo, Moçambique                         | 6 de outubro de 2024    | não informado    |
| Aba Abuja Benin City Calabar Eket Lagos UyoTemplos em Nigéria () = Em Funcionamento = Em Construção = Anunciado = Temporariamente Fechado                   | Nigéria                        |        | Aba            | Aba, Nigéria                               | 7 de agosto de 2005     | 1.068            |
| Aba Abuja Benin City Calabar Eket Lagos UyoTemplos em Nigéria () = Em Funcionamento = Em Construção = Anunciado = Temporariamente Fechado                   | Nigéria                        |        | Abuja          | Abuja, Nigéria                             | 6 de outubro de 2024    | não informado    |
| Aba Abuja Benin City Calabar Eket Lagos UyoTemplos em Nigéria () = Em Funcionamento = Em Construção = Anunciado = Temporariamente Fechado                   | Nigéria                        |        | Benin City     | Cidade do Benim, Nigéria                   | 5 de abril de 2020      | 2.852            |
| Aba Abuja Benin City Calabar Eket Lagos UyoTemplos em Nigéria () = Em Funcionamento = Em Construção = Anunciado = Temporariamente Fechado                   | Nigéria                        |        | Calabar        | Calabar, Nigéria                           | 1 de outubro de 2023    | não informado    |
| Aba Abuja Benin City Calabar Eket Lagos UyoTemplos em Nigéria () = Em Funcionamento = Em Construção = Anunciado = Temporariamente Fechado                   | Nigéria                        |        | Eket           | Eket, Nigéria                              | 2 de outubro de 2022    | não informado    |
| Aba Abuja Benin City Calabar Eket Lagos UyoTemplos em Nigéria () = Em Funcionamento = Em Construção = Anunciado = Temporariamente Fechado                   | Nigéria                        |        | Lagos          | Lagos, Nigéria                             | 7 de outubro de 2018    | 1.839            |
| Aba Abuja Benin City Calabar Eket Lagos UyoTemplos em Nigéria () = Em Funcionamento = Em Construção = Anunciado = Temporariamente Fechado                   | Nigéria                        |        | Uyo            | Uyo, Nigéria                               | 6 de abril de 2025      | não informado    |
| NairóbiTemplos em Quénia () = Em Funcionamento = Em Construção = Anunciado = Temporariamente Fechado                                                        | Quénia                         |        | Nairóbi        | Nairóbi, Quênia                            | 2 de abril de 2017      | não informado    |
| Kananga Kinshasa Lubumbashi Mbuji-MayiTemplos em República Democrática do Congo () = Em Funcionamento = Em Construção = Anunciado = Temporariamente Fechado | República Democrática do Congo |        | Kananga        | Kananga, República Democrática do Congo    | 3 de outubro de 2021    | não informado    |
| Kananga Kinshasa Lubumbashi Mbuji-MayiTemplos em República Democrática do Congo () = Em Funcionamento = Em Construção = Anunciado = Temporariamente Fechado | República Democrática do Congo |        | Kinshasa       | Kinshasa, República Democrática do Congo   | 14 de abril de 2019     | 1.100            |
| Kananga Kinshasa Lubumbashi Mbuji-MayiTemplos em República Democrática do Congo () = Em Funcionamento = Em Construção = Anunciado = Temporariamente Fechado | República Democrática do Congo |        | Lubumbashi     | Lubumbashi, República Democrática do Congo | 5 de abril de 2020      | 1.551            |
| Kananga Kinshasa Lubumbashi Mbuji-MayiTemplos em República Democrática do Congo () = Em Funcionamento = Em Construção = Anunciado = Temporariamente Fechado | República Democrática do Congo |        | Mbuji-Mayi     | Mbuji-Mayi, República Democrática do Congo | 1 de outubro de 2023    | não informado    |
| BrazzavilleTemplos em República do Congo () = Em Funcionamento = Em Construção = Anunciado = Temporariamente Fechado                                        | República do Congo             |        | Brazzaville    | Brazzaville, República do Congo            | 3 de abril de 2022      | não informado    |
| FreetownTemplos em Serra Leoa () = Em Funcionamento = Em Construção = Anunciado = Temporariamente Fechado                                                   | Serra Leoa                     |        | Freetown       | Freetown, Serra Leoa                       | 5 de outubro de 2019    | 1.672            |
| KampalaTemplos em Uganda () = Em Funcionamento = Em Construção = Anunciado = Temporariamente Fechado                                                        | Uganda                         |        | Kampala        | Campala, Uganda                            | 6 de outubro de 2024    | não informado    |
| HarareTemplos em Zimbábue () = Em Funcionamento = Em Construção = Anunciado = Temporariamente Fechado                                                       | Zimbábue                       |        | Harare         | Harare, Zimbábue                           | 3 de abril de 2016      | 1.603            |

## Ásia
| Mapa | País                   | Templo | Templo      | Local                         | Dedicação/Anúncio                        | Metros quadrados |
| --- | ---------------------- | ------ | ----------- | ----------------------------- | ---------------------------------------- | ---------------- |
| Phnom PenhTemplos em Camboja () = Em Funcionamento = Em Construção = Anunciado = Temporariamente Fechado                                   | Camboja                |        | Phnom Penh  | Phnom Penh, Camboja           | 7 de outubro de 2018                     | 929              |
| XangaiTemplos em China () = Em Funcionamento = Em Construção = Anunciado = Temporariamente Fechado                                         | China                  |        | Xangai      | Xangai, China                 | 5 de abril de 2020                       | não informado    |
| Seul BusanTemplos em Coreia do Sul () = Em Funcionamento = Em Construção = Anunciado = Temporariamente Fechado                             | Coreia do Sul          |        | Busan       | Busan, Coreia do Sul          | 2 de outubro de 2022                     | não informado    |
| Seul BusanTemplos em Coreia do Sul () = Em Funcionamento = Em Construção = Anunciado = Temporariamente Fechado                             | Coreia do Sul          |        | Seul        | Seul, Coreia do Sul           | 14 de dezembro de 1985                   | 2.607            |
| DubaiTemplos em Emirados Árabes Unidos () = Em Funcionamento = Em Construção = Anunciado = Temporariamente Fechado                         | Emirados Árabes Unidos |        | Dubai       | Dubai, Emirados Árabes Unidos | 5 de abril de 2020                       | não informado    |
| Hong KongTemplos em Hong Kong () = Em Funcionamento = Em Construção = Anunciado = Temporariamente Fechado                                  | Hong Kong              |        | Hong Kong   | Hong Kong, China              | 26 de maio de 1996 19 de junho de 2022   | 2.020            |
| BengaluruTemplos em Índia () = Em Funcionamento = Em Construção = Anunciado = Temporariamente Fechado                                      | Índia                  |        | Bangalore   | Bangalore, Índia              | 1 de abril de 2018                       | 3.593            |
| JacartaTemplos em Indonésia () = Em Funcionamento = Em Construção = Anunciado = Temporariamente Fechado                                    | Indonésia              |        | Jacarta     | Jacarta, Indonésia            | 2 de abril de 2023                       | não informado    |
| · Fukuoka Okinawa Osaka Sapporo TóquioTemplos em Japão () · = Em Funcionamento · = Em Construção · = Anunciado · = Temporariamente Fechado | Japão                  |        | Fukuoka     | Fukuoka, Japão                | 11 de junho de 2000                      | 994              |
| · Fukuoka Okinawa Osaka Sapporo TóquioTemplos em Japão () · = Em Funcionamento · = Em Construção · = Anunciado · = Temporariamente Fechado | Japão                  |        | Okinawa     | Okinawa, Japão                | 12 de novembro de 2023                   | 1.155            |
| · Fukuoka Okinawa Osaka Sapporo TóquioTemplos em Japão () · = Em Funcionamento · = Em Construção · = Anunciado · = Temporariamente Fechado | Japão                  |        | Osaka       | Osaka, Japão                  | 1 de outubro de 2023                     | não informado    |
| · Fukuoka Okinawa Osaka Sapporo TóquioTemplos em Japão () · = Em Funcionamento · = Em Construção · = Anunciado · = Temporariamente Fechado | Japão                  |        | Sapporo     | Sapporo, Japão                | 21 de agosto de 2016                     | 4.504            |
| · Fukuoka Okinawa Osaka Sapporo TóquioTemplos em Japão () · = Em Funcionamento · = Em Construção · = Anunciado · = Temporariamente Fechado | Japão                  |        | Tóquio      | Tóquio, Japão                 | 27 de outubro de 1980 3 de julho de 2022 | 5.016            |
| UlaanbaatarTemplos em Mongólia () = Em Funcionamento = Em Construção = Anunciado = Temporariamente Fechado                                 | Mongólia               |        | Ulaanbaatar | Ulã Bator, Mongólia           | 1 de outubro de 2023                     | não informado    |
| SingapuraTemplos em Singapura () = Em Funcionamento = Em Construção = Anunciado = Temporariamente Fechado                                  | Singapura              |        | Singapura   | Singapura, Singapura          | 4 de abril de 2021                       | 1.672            |
| BangkokTemplos em Tailândia () = Em Funcionamento = Em Construção = Anunciado = Temporariamente Fechado                                    | Tailândia              |        | Bangkok     | Banguecoque, Tailândia        | 22 de outubro de 2023                    | 4.508            |
| Taipé KaohsiungTemplos em Taiwan () = Em Funcionamento = Em Construção = Anunciado = Temporariamente Fechado                               | Taiwan                 |        | Kaohsiung   | Kaohsiung, Taiwan             | 3 de outubro de 2021                     | 1.013            |
| Taipé KaohsiungTemplos em Taiwan () = Em Funcionamento = Em Construção = Anunciado = Temporariamente Fechado                               | Taiwan                 |        | Taipé       | Taipé, Taiwan                 | 17 de novembro de 1984                   | 924              |

### Filipinas
| Mapa | Região   | Templo | Templo               | Local                         | Dedicação/Anúncio      | Metros quadrados |
| --- | -------- | ------ | -------------------- | ----------------------------- | ---------------------- | ---------------- |
| Alabang Bacolod Cagayan de Oro Cidade de Cebu Davao Iloilo Laoag Manila Naga San Jose Del Monte Santiago Cidade de Tacloban Cidade de Tuguegarao UrdanetaTemplos em Filipinas () = Em Funcionamento = Em Construção = Anunciado = Temporariamente Fechado | Lução    |        | Alabang              | Muntinlupa, Filipinas         | 2 de abril de 2017     | não informado    |
| Alabang Bacolod Cagayan de Oro Cidade de Cebu Davao Iloilo Laoag Manila Naga San Jose Del Monte Santiago Cidade de Tacloban Cidade de Tuguegarao UrdanetaTemplos em Filipinas () = Em Funcionamento = Em Construção = Anunciado = Temporariamente Fechado | Lução    |        | Cidade de Tuguegarao | Tuguegarao, Filipinas         | 2 de abril de 2023     | não informado    |
| Alabang Bacolod Cagayan de Oro Cidade de Cebu Davao Iloilo Laoag Manila Naga San Jose Del Monte Santiago Cidade de Tacloban Cidade de Tuguegarao UrdanetaTemplos em Filipinas () = Em Funcionamento = Em Construção = Anunciado = Temporariamente Fechado | Lução    |        | Laoag                | Laoag, Filipinas              | 1 de outubro de 2023   | não informado    |
| Alabang Bacolod Cagayan de Oro Cidade de Cebu Davao Iloilo Laoag Manila Naga San Jose Del Monte Santiago Cidade de Tacloban Cidade de Tuguegarao UrdanetaTemplos em Filipinas () = Em Funcionamento = Em Construção = Anunciado = Temporariamente Fechado | Lução    |        | Manila               | Manila, Filipinas             | 25 de setembro de 1984 | 2.479            |
| Alabang Bacolod Cagayan de Oro Cidade de Cebu Davao Iloilo Laoag Manila Naga San Jose Del Monte Santiago Cidade de Tacloban Cidade de Tuguegarao UrdanetaTemplos em Filipinas () = Em Funcionamento = Em Construção = Anunciado = Temporariamente Fechado | Lução    |        | Naga                 | Naga, Filipinas               | 2 de outubro de 2022   | não informado    |
| Alabang Bacolod Cagayan de Oro Cidade de Cebu Davao Iloilo Laoag Manila Naga San Jose Del Monte Santiago Cidade de Tacloban Cidade de Tuguegarao UrdanetaTemplos em Filipinas () = Em Funcionamento = Em Construção = Anunciado = Temporariamente Fechado | Lução    |        | San Jose del Monte   | San Jose del Monte, Filipinas | 6 de abril de 2025     | não informado    |
| Alabang Bacolod Cagayan de Oro Cidade de Cebu Davao Iloilo Laoag Manila Naga San Jose Del Monte Santiago Cidade de Tacloban Cidade de Tuguegarao UrdanetaTemplos em Filipinas () = Em Funcionamento = Em Construção = Anunciado = Temporariamente Fechado | Lução    |        | Santiago             | Santiago, Filipinas           | 2 de outubro de 2022   | não informado    |
| Alabang Bacolod Cagayan de Oro Cidade de Cebu Davao Iloilo Laoag Manila Naga San Jose Del Monte Santiago Cidade de Tacloban Cidade de Tuguegarao UrdanetaTemplos em Filipinas () = Em Funcionamento = Em Construção = Anunciado = Temporariamente Fechado | Lução    |        | Urdaneta             | Urdaneta, Filipinas           | 28 de abril de 2024    | 3.029            |
| Alabang Bacolod Cagayan de Oro Cidade de Cebu Davao Iloilo Laoag Manila Naga San Jose Del Monte Santiago Cidade de Tacloban Cidade de Tuguegarao UrdanetaTemplos em Filipinas () = Em Funcionamento = Em Construção = Anunciado = Temporariamente Fechado | Mindanau |        | Cagayan de Oro       | Cagayan de Oro, Filipinas     | 1 de abril de 2018     | 1.714            |
| Alabang Bacolod Cagayan de Oro Cidade de Cebu Davao Iloilo Laoag Manila Naga San Jose Del Monte Santiago Cidade de Tacloban Cidade de Tuguegarao UrdanetaTemplos em Filipinas () = Em Funcionamento = Em Construção = Anunciado = Temporariamente Fechado | Mindanau |        | Davao                | Davao, Filipinas              | 7 de outubro de 2018   | 1.714            |
| Alabang Bacolod Cagayan de Oro Cidade de Cebu Davao Iloilo Laoag Manila Naga San Jose Del Monte Santiago Cidade de Tacloban Cidade de Tuguegarao UrdanetaTemplos em Filipinas () = Em Funcionamento = Em Construção = Anunciado = Temporariamente Fechado | Vissaias |        | Bacolod              | Bacolod, Filipinas            | 5 de outubro de 2019   | 2.481            |
| Alabang Bacolod Cagayan de Oro Cidade de Cebu Davao Iloilo Laoag Manila Naga San Jose Del Monte Santiago Cidade de Tacloban Cidade de Tuguegarao UrdanetaTemplos em Filipinas () = Em Funcionamento = Em Construção = Anunciado = Temporariamente Fechado | Vissaias |        | Cidade de Cebu       | Cebu, Filipinas               | 13 de junho de 2010    | 2.746            |
| Alabang Bacolod Cagayan de Oro Cidade de Cebu Davao Iloilo Laoag Manila Naga San Jose Del Monte Santiago Cidade de Tacloban Cidade de Tuguegarao UrdanetaTemplos em Filipinas () = Em Funcionamento = Em Construção = Anunciado = Temporariamente Fechado | Vissaias |        | Cidade de Tacloban   | Tacloban, Filipinas           | 3 de outubro de 2021   | não informado    |
| Alabang Bacolod Cagayan de Oro Cidade de Cebu Davao Iloilo Laoag Manila Naga San Jose Del Monte Santiago Cidade de Tacloban Cidade de Tuguegarao UrdanetaTemplos em Filipinas () = Em Funcionamento = Em Construção = Anunciado = Temporariamente Fechado | Vissaias |        | Iloilo               | Iloilo, Filipinas             | 2 de abril de 2023     | não informado    |

## Oceânia
| Mapa | Região            | País               | Templo | Templo       | Local                          | Dedicação/Anúncio                            | Metros quadrados |
| --- | ----------------- | ------------------ | ------ | ------------ | ------------------------------ | -------------------------------------------- | ---------------- |
| Perth Melbourne Adelaide Sydney Brisbane Brisbane Sul LiverpoolTemplos em Austrália () = Em Funcionamento = Em Construção = Anunciado = Temporariamente Fechado | Austrália         | Austrália          |        | Adelaide     | Adelaide, Austrália            | 15 de junho de 2000                          | 994              |
| Perth Melbourne Adelaide Sydney Brisbane Brisbane Sul LiverpoolTemplos em Austrália () = Em Funcionamento = Em Construção = Anunciado = Temporariamente Fechado | Austrália         | Austrália          |        | Brisbane     | Brisbane, Austrália            | 15 de junho de 2003                          | 994              |
| Perth Melbourne Adelaide Sydney Brisbane Brisbane Sul LiverpoolTemplos em Austrália () = Em Funcionamento = Em Construção = Anunciado = Temporariamente Fechado | Austrália         | Austrália          |        | Brisbane Sul | Brisbane, Austrália            | 7 de abril de 2024                           | não informado    |
| Perth Melbourne Adelaide Sydney Brisbane Brisbane Sul LiverpoolTemplos em Austrália () = Em Funcionamento = Em Construção = Anunciado = Temporariamente Fechado | Austrália         | Austrália          |        | Liverpool    | Liverpool, Austrália           | 6 de abril de 2025                           | não informado    |
| Perth Melbourne Adelaide Sydney Brisbane Brisbane Sul LiverpoolTemplos em Austrália () = Em Funcionamento = Em Construção = Anunciado = Temporariamente Fechado | Austrália         | Austrália          |        | Melbourne    | Melbourne, Austrália           | 16 de junho de 2000                          | 994              |
| Perth Melbourne Adelaide Sydney Brisbane Brisbane Sul LiverpoolTemplos em Austrália () = Em Funcionamento = Em Construção = Anunciado = Temporariamente Fechado | Austrália         | Austrália          |        | Perth        | Perth, Austrália               | 20 de maio de 2001                           | 994              |
| Perth Melbourne Adelaide Sydney Brisbane Brisbane Sul LiverpoolTemplos em Austrália () = Em Funcionamento = Em Construção = Anunciado = Temporariamente Fechado | Austrália         | Austrália          |        | Sydney       | Sydney, Austrália              | 20 de setembro de 1984                       | 2.850            |
| SuvaTemplos em Fiji () = Em Funcionamento = Em Construção = Anunciado = Temporariamente Fechado                                                                 | Ilhas do Pacífico | Fiji               |        | Suva         | Suva, Fiji                     | 18 de junho de 2000 21 de fevereiro de 2016  | 994              |
| YigoTemplos em Guam () = Em Funcionamento = Em Construção = Anunciado = Temporariamente Fechado                                                                 | Ilhas do Pacífico | Guam               |        | Yigo         | Yigo, Guam                     | 22 de maio de 2022                           | 637              |
| TarawaTemplos em Kiribati () = Em Funcionamento = Em Construção = Anunciado = Temporariamente Fechado                                                           | Ilhas do Pacífico | Kiribati           |        | Tarawa       | Taraua, Kiribati               | 4 de outubro de 2020                         | 929              |
| Port MoresbyTemplos em Papua-Nova Guiné () = Em Funcionamento = Em Construção = Anunciado = Temporariamente Fechado                                             | Ilhas do Pacífico | Papua-Nova Guiné   |        | Port Moresby | Port Moresby, Papua-Nova Guiné | 5 de outubro de 2019                         | 887              |
| Papeete UturoaTemplos em Polinésia Francesa () = Em Funcionamento = Em Construção = Anunciado = Temporariamente Fechado                                         | Ilhas do Pacífico | Polinésia Francesa |        | Papeete      | Papeete, Polinésia Francesa    | 27 de outubro de 1983 12 de novembro de 2006 | 923              |
| Papeete UturoaTemplos em Polinésia Francesa () = Em Funcionamento = Em Construção = Anunciado = Temporariamente Fechado                                         | Ilhas do Pacífico | Polinésia Francesa |        | Uturoa       | Uturoa, Polinésia Francesa     | 7 de abril de 2024                           | não informado    |
| Nuku'alofa NeiafuTemplos em Tonga () = Em Funcionamento = Em Construção = Anunciado = Temporariamente Fechado                                                   | Ilhas do Pacífico | Tonga              |        | Neiafu       | Neiafu, Tonga                  | 7 de abril de 2019                           | 1.579            |
| Nuku'alofa NeiafuTemplos em Tonga () = Em Funcionamento = Em Construção = Anunciado = Temporariamente Fechado                                                   | Ilhas do Pacífico | Tonga              |        | Nuku'alofa   | Tongatapu, Tonga               | 9 de agosto de 1983 4 de novembro de 2007    | 1.354            |
| Port VilaTemplos em Vanuatu () = Em Funcionamento = Em Construção = Anunciado = Temporariamente Fechado                                                         | Ilhas do Pacífico | Vanuatu            |        | Port Vila    | Port Vila, Vanuatu             | 4 de outubro de 2020                         | 929              |
| Ápia Pago Pago Savai’iTemplos em Ilhas Samoa () = Em Funcionamento = Em Construção = Anunciado = Temporariamente Fechado                                        | Ilhas Samoa       | Samoa              |        | Savai’i      | Savai'i, Samoa                 | 1 de outubro de 2023                         | não informado    |
| Ápia Pago Pago Savai’iTemplos em Ilhas Samoa () = Em Funcionamento = Em Construção = Anunciado = Temporariamente Fechado                                        | Ilhas Samoa       | Samoa              |        | Apia         | Apia, Samoa                    | 4 de setembro de 2005                        | 1.736            |
| Ápia Pago Pago Savai’iTemplos em Ilhas Samoa () = Em Funcionamento = Em Construção = Anunciado = Temporariamente Fechado                                        | Ilhas Samoa       | Samoa Americana    |        | Pago Pago    | Pago Pago, Samoa Americana     | 7 de abril de 2019                           | 1.579            |
| NouméaTemplos em Nova Caledónia () = Em Funcionamento = Em Construção = Anunciado = Temporariamente Fechado                                                     | Nova Caledónia    | Nova Caledónia     |        | Nouméa       | Numeá, Nova Caledónia          | 6 de abril de 2025                           | não informado    |
| Hamilton Auckland WellingtonTemplos em Nova Zelândia () = Em Funcionamento = Em Construção = Anunciado = Temporariamente Fechado                                | Nova Zelândia     | Nova Zelândia      |        | Auckland     | Auckland, Nova Zelândia        | 7 de outubro de 2018                         | não informado    |
| Hamilton Auckland WellingtonTemplos em Nova Zelândia () = Em Funcionamento = Em Construção = Anunciado = Temporariamente Fechado                                | Nova Zelândia     | Nova Zelândia      |        | Hamilton     | Hamilton, Nova Zelândia        | 20 de abril de 1958 16 de outubro de 2022    | 4.204            |
| Hamilton Auckland WellingtonTemplos em Nova Zelândia () = Em Funcionamento = Em Construção = Anunciado = Temporariamente Fechado                                | Nova Zelândia     | Nova Zelândia      |        | Wellington   | Wellington, Nova Zelândia      | 3 de abril de 2022                           | 1.384            |